# فيكتوريان أنغبان
بيكانتي فيكتوريان أنغبان (بالفرنسية: Victorien Angban)‏ (مواليد 29 سبتمبر 1996) هو لاعب كرة قدم إفواري محترف، يلعب كلاعب وسط ارتكاز أو جناح لصالح نادي غرناطة على سبيل الإعارة من تشيلسي.

## مسيرته الكروية
لعب فيكتوريان أنغبان خلال مسيرته الاحترافية مع 5 أندية في ستة مواسم وسجل خلالها هدفين أثنين ضمن 111 مباراة. ولم يفز بأي موسم بالكأس وفاز في موسم واحد بالدوري.
خاض فيكتوريان أنغبان مسيرته مع نادي تشيلسي في موسم 2014–15 لمدة موسم واحد، لم يشارك في أي مباراة ولم يسجل أي هدف. ثم انتقل إلى نادي سينت ترويدن في موسم 2015–16 لمدة موسم واحد، حيث شارك في 23 مباراة ولم يسجل أي هدف أيضًا. لينتقل بعدها إلى نادي غرناطة في موسم 2016–17 لمدة موسم واحد، مشاركًا في 10 مباريات ولم يسجل أي هدف أيضًا. ثم انتقل إلى نادي فاسلاند بيفيرين في موسم 2017–18 لمدة موسم واحد، مشاركًا في 31 مباراة سجل خلالها هدفًا واحدًا. هذا وانتقل لاحقًا إلى نادي ميتز في موسم 2018–19 ولمدة موسمين، مشاركًا في 47 مباراة سجل خلالها هدفًا واحدًا أيضًا.

## روابط خارجية
- فيكتوريان أنغبان على موقع قاعدة بيانات كرة القدم.إي يو (الإنجليزية)
- فيكتوريان أنغبان على موقع ناشيونال فوتبول تيمز (الإنجليزية)
- فيكتوريان أنغبان على موقع Soccerbase.com (لاعب) (الإنجليزية)
- فيكتوريان أنغبان على موقع Soccerway.com (الإنجليزية)
- فيكتوريان أنغبان على موقع AS.com (الإسبانية)